# 친지웨이
친지웨이(중국어 간체자: 秦基伟, 정체자: 秦基偉, 병음: Qín Jīwěi, 1914년 11월 ~ 1997년 2월 2일)은 중화인민공화국의 군인이자 관료, 정치인이다.
후베이성 훙안 현에서 태어났다. 1930년에 중국공산당에 가입했으며 중일 전쟁과 국공 내전에 참전했다. 또 한국 전쟁에도 인민지원군 15사단을 지휘하여 삼각 고지 전투 등에 참여했다. 1957년부터 1971년까지 쿤밍 군구, 1973년부터 1975년까지 청두 군구의 사령관을 각각 역임했다. 1977년에는 중국공산당 중앙위원회의 10기 위원(13기까지 연임)이 되고 이어 1987년에 중국공산당 중앙정치국의 13기 국원이, 1988년에는 국방 장관이 되었으나 1989년 톈안먼 사건 때에 덩샤오핑의 시위대 무력 진압 요청을 거절하여 1990년에 국방 장관에서 물러났다. 1997년, 베이징에서 병사했다.
맏아들인 친웨이장(1955년생, zh)이 아버지의 뒤를 이어 2012년에 중장이 되었다.